# Laniarius poensis
Bubu-montês ou picanço-preto-dos-camarões (Laniarius poensis) é uma espécie de ave da família Corvidae.
Pode ser encontrada nos seguintes países: Burundi, Camarões, República Democrática do Congo, Guiné Equatorial, Nigéria, Ruanda e Uganda.